# Wereldkampioenschap voetbal 2006/Groep H
Deze pagina beschrijft de uitslagen van de gespeelde wedstrijden in groep H van het Wereldkampioenschap voetbal 2006.

## Groep H
Spanje was zoals zo vaak outsider voor de titel, de bejaarde coach Luis Aragonés besloot eindelijk voor de jongere generatie te kiezen, spelers als Xavi en Xabi Alonso hadden nu wel een basisplaats, spelers als Andrés Iniesta en de nog 19-jarige Cesc Fàbregas debuteerden in het nationale team. Het was tekenend dat aanvoerder en belangrijkste speler van zijn generatie Raúl nauwelijks nog een basisplaats had, Aragonés gaf regelmatig de voorkeur aan David Villa en Fernando Torres. Tegen Oekraïne gaf dit team zijn visite-kaartje af, met 4-0 werd het vooraf hoog ingeschatte land opgerold, Villa scoorde tweemaal, Torres eenmaal, Raúl zat op de bank. Tegen Tunesië ging het stukken moeilijker, een kwartier voor tijd brak reserve Raúl de ban met de gelijkmaker, uiteindelijk won Spanje met 3-1 door twee doelpunten van Fernando Torres.
Oekraïne herstelde zich met een 4-0 overwinning op Soedi Arabië, de wedstrijd tegen Tunesië was nu beslissend voor plaatsing voor de achtste finales, Tunesië moest winnen. Aangezien beide teams vooral bedreven waren in defensief en angstig spel viel er weinig te genieten, de wedstrijd werd in het voordeel van Oekraïne beslist dankzij een benutte strafschop van Andrij Sjevtsjenko na een door hem uitgelokte strafschop. Bij Saoedi-Arabië namen doelman Mohamed Al-Deayea en aanvaller Sami Al-Jaber afscheid van het nationale team, ze hadden beiden meer dan 150 interlands gespeeld.
| Land          | Wed | Win | Gel | Ver | DV | DT | +/− | Pnt |
| ------------- | --- | --- | --- | --- | -- | -- | --- | --- |
| Spanje        | 3   | 3   | 0   | 0   | 8  | 1  | 7   | 9   |
| Oekraïne      | 3   | 2   | 0   | 1   | 5  | 4  | 1   | 6   |
| Tunesië       | 3   | 0   | 1   | 2   | 3  | 6  | −3  | 1   |
| Saoedi-Arabië | 3   | 0   | 1   | 2   | 2  | 7  | −5  | 1   |

|                                               |                                             |       |          |                                                                              |
| 14 juni 2006 «onderlinge duels» 15:00 (UTC+2) | Spanje                                      | 4 – 0 | Oekraïne | Zentralstadion, Leipzig Toeschouwers: 43.000 Scheidsrechter: Massimo Busacca |
| 14 juni 2006 «onderlinge duels» 15:00 (UTC+2) | Alonso 13' Villa 17' (pen.), 48' Torres 81' |       |          | Zentralstadion, Leipzig Toeschouwers: 43.000 Scheidsrechter: Massimo Busacca |

|                                               |                        |       |                             |                                                                         |
| 14 juni 2006 «onderlinge duels» 18:00 (UTC+2) | Tunesië                | 2 – 2 | Saoedi-Arabië               | Allianz Arena, München Toeschouwers: 66.000 Scheidsrechter: Mark Shield |
| 14 juni 2006 «onderlinge duels» 18:00 (UTC+2) | Jaziri 23' Jaïdi 90+2' |       | 57' Al Qahtani 84' Al-Jaber | Allianz Arena, München Toeschouwers: 66.000 Scheidsrechter: Mark Shield |

|                                               |               |                                                      |          |                                                                     |
| 19 juni 2006 «onderlinge duels» 18:00 (UTC+2) | Saoedi-Arabië | 0 – 4                                                | Oekraïne | AOL Arena, Hamburg Toeschouwers: 50.000 Scheidsrechter: Graham Poll |
| 19 juni 2006 «onderlinge duels» 18:00 (UTC+2) |               | 4' Rusol 36' Rebrov 46' Sjevtsjenko 84' Kalinichenko |          | AOL Arena, Hamburg Toeschouwers: 50.000 Scheidsrechter: Graham Poll |

|                                               |                                 |       |          |                                                                                       |
| 19 juni 2006 «onderlinge duels» 21:00 (UTC+2) | Spanje                          | 3 – 1 | Tunesië  | Gottlieb-Daimler-Stadion, Stuttgart Toeschouwers: 52.000 Scheidsrechter: Carlos Simon |
| 19 juni 2006 «onderlinge duels» 21:00 (UTC+2) | Raúl 71' Torres 76' (pen.), 90' |       | 8' Mnari | Gottlieb-Daimler-Stadion, Stuttgart Toeschouwers: 52.000 Scheidsrechter: Carlos Simon |

|                                               |               |             |        |                                                                                        |
| 23 juni 2006 «onderlinge duels» 16:00 (UTC+2) | Saoedi-Arabië | 0 – 1       | Spanje | Fritz-Walter-Stadion, Kaiserslautern Toeschouwers: 46.000 Scheidsrechter: Coffi Codjia |
| 23 juni 2006 «onderlinge duels» 16:00 (UTC+2) |               | 36' Juanito |        | Fritz-Walter-Stadion, Kaiserslautern Toeschouwers: 46.000 Scheidsrechter: Coffi Codjia |

|                                               |                        |       |         |                                                                              |
| 23 juni 2006 «onderlinge duels» 16:00 (UTC+2) | Oekraïne               | 1 – 0 | Tunesië | Olympiastadion, Berlijn Toeschouwers: 72.000 Scheidsrechter: Carlos Amarilla |
| 23 juni 2006 «onderlinge duels» 16:00 (UTC+2) | Sjevtsjenko 70' (pen.) |       |         | Olympiastadion, Berlijn Toeschouwers: 72.000 Scheidsrechter: Carlos Amarilla |

## Overzicht van wedstrijden
| Groepswedstrijden | | | |
| Groep A | Groep B | Groep C | Groep D |
| Duitsland - Costa Rica Polen - Ecuador Duitsland - Polen Ecuador - Costa Rica Ecuador - Duitsland Costa Rica - Polen             | Engeland - Paraguay Trinidad en Tobago - Zweden Engeland - Trinidad en Tobago Zweden - Paraguay Zweden - Engeland Paraguay - Trinidad en Tobago | Argentinië - Ivoorkust Servië en Montenegro - Nederland Argentinië - Servië en Montenegro Nederland - Ivoorkust Nederland - Argentinië Ivoorkust - Servië en Montenegro | Mexico - Iran Angola - Portugal Mexico - Angola Portugal - Iran Portugal - Mexico Iran - Angola                               |
| Groep E | Groep F | Groep G | Groep H |
| Italië - Ghana Verenigde Staten - Tsjechië Italië - Verenigde Staten Tsjechië - Ghana Tsjechië - Italië Ghana - Verenigde Staten | Australië - Japan Brazilië - Kroatië Brazilië - Australië Japan - Kroatië Japan - Brazilië Kroatië - Australië                                  | Frankrijk - Zwitserland Zuid-Korea - Togo Frankrijk - Zuid-Korea Togo - Zwitserland Togo - Frankrijk Zwitserland - Zuid-Korea                                           | Spanje - Oekraïne Tunesië - Saoedi-Arabië Spanje - Tunesië Saoedi-Arabië - Oekraïne Saoedi-Arabië - Spanje Oekraïne - Tunesië |
| Achtste finales | | | |
| Duitsland - Zweden Argentinië - Mexico                                                                                           | Italië - Australië Zwitserland - Oekraïne | Engeland - Ecuador Portugal - Nederland | Brazilië - Ghana Spanje - Frankrijk                                                                                           |
| Kwartfinales | | | |
| Duitsland - Argentinië | Italië - Oekraïne | Engeland - Portugal | Brazilië - Frankrijk |
| Halve finales | | | |
| Duitsland - Italië | Duitsland - Italië | Portugal - Frankrijk | Portugal - Frankrijk |
| Troostfinale | | | |
| Duitsland - Portugal | | | |
| Finale | | | |
| Italië - Frankrijk | | | |